# Rahim Alhassane
Abdel Rahim Bonkano Alhassane (Abuya, 1 de enero de 2002) es un futbolista nigerino que juega como defensa en el Real Oviedo de la Primera División española. Aunque ha nacido en Nigeria, es internacional absoluto con la selección de Níger.

## Trayectoria
Nacido en Nigeria y de ascendencia nigerina, se formó en las categorías inferiores del Club Deportivo Básico Paracuellos Antamira de la Tercera División de España, con el que debutó en la temporada 2020-21.[cita requerida] En enero de 2021 firmó por el Club de Fútbol Rayo Majadahonda, pero continuó en el Club Deportivo Básico Paracuellos Antamira hasta el final de la temporada.[cita requerida]
El 31 de agosto de 2021 fue cedido a la Gimnástica Segoviana Club de Fútbol. La siguiente campaña regresó a Majadahonda y jugó 21 partidos en la Primera Federación antes de unirse en agosto de 2023 al Real Club Recreativo de Huelva por dos años más uno opcional. Sin embargo, únicamente estuvo una temporada y en julio de 2024 fichó por el Real Oviedo.
Su debut con liga contra el Villarreal que terminó en derrota 2-0, lo convirtió en el primer jugador nigerino de la historia de LaLiga.

### Selección nacional
El 4 de junio de 2022 debutó con la selección de Níger en una eliminatoria de clasificación para la Copa Africana de Naciones de 2023, que acabó con empate a uno contra la selección de Tanzania.

## Clubes
| Club                                | País   | Año           |
| ----------------------------------- | ------ | ------------- |
| C. D. B. Paracuellos Antamira       | España | 2019-2021     |
| C. F. Rayo Majadahonda              | España | 2021-2023     |
| Gimnástica Segoviana C. F. (cedido) | España | 2021-2022     |
| R. C. Recreativo de Huelva          | España | 2023-2024     |
| Real Oviedo                         | España | 2024-presente |